# Eriococcus siakwanensis
Eriococcus siakwanensis är en insektsart som först beskrevs av Borchsenius 1960.  Eriococcus siakwanensis ingår i släktet Eriococcus och familjen filtsköldlöss. Inga underarter finns listade i Catalogue of Life.